# فرنسا في الألعاب الأولمبية
فرنسا في الألعاب الأولمبية الألعاب الأولمبية هي شئ مهم في فرنسا، حيث أن فرنسا مع المملكة المتحدة وسويسرا هم الدول الوحيدة التي شاركت في جميع دورات الألعاب الأولمبية الصيفية، كما أن الفرنسي بيير دي كوبرتان هو مؤسس الألعاب الأولمبية، كما أن فرنسا شاركت أيضاً في جميع الألعاب الأولمبية الشتوية، كما أن مدينة باريس عاصمة فرنسا أيضاً إستضافت الألعاب الأولمبية الصيفية مرتين الأولى كانت في دورة الألعاب الأولمبية الصيفية 1900 والثانية كانت في دورة الألعاب الأولمبية الصيفية 1924، فرنسا أيضاً إستضافت الألعاب الأولمبية الشتوية 3 مرات، حيث أنها إستضافت أول دورة في الألعاب الأولمبية الشتوية 1924 في بلدة شاموني والثانية كانت في دورة الألعاب الأولمبية الشتوية 1968 في مدينة غرينوبل والثالثة كانت في دورة الألعاب الأولمبية الشتوية 1992 في بلدة ألبرتفيل، تقوم اللجنة الأولمبية الفرنسية بإدارة شؤون فرنسا في الأولمبياد، وقد فازت فرنسا على مدار مشاركاتها في الألعاب الأولمبية الصيفية ب671 ميدالية منها 202 ميدالية ذهبية، في دورة باريس 1900 فازت فرنسا بأكبر عدد من الميداليات، بعد فوزها ب101 ميدالية ومشاركة قياسية ب491 رياضي، حيث أن فرنسا إحتلت المركز الأول في الألعاب الأولمبية، في الألعاب الأولمبية الشتوية فازت فرنسا ب109 ميدالية ومنها 31 ميدالية ذهبية، فرنسا من الدول التي تنافس في جميع الرياضات الأولمبية، أغلب الميداليات التي فازت بها فرنسا كانت في المبارزة وسباق الدراجات الهوائية وألعاب القوى والجودو والفروسية والرماية والسباحة والتجديف وغيرها، في الألعاب الشتوية أغلب ميداليات فرنسا تكون في التزلج على المنحدرات الجليدية وبياثلون والتزلج على الثلوج وتزلج فني على الجليد ورياضات أخرى، في الألعاب الأولمبية الصيفية 2012 الأخيرة في لندن، إحتلت فرنسا المركز السابع، بعد فوزها ب34 ميدالية منها 11 ذهبية و 11 فضية و 12 برونزية.